# Kempfidea
Kempfidea is een geslacht van kreeftachtigen uit de klasse van de Ostracoda (mosselkreeftjes).

## Soorten
- Kempfidea abyssicola (Sars, 1865)
- Kempfidea canadensis (Brady, 1870)
- Kempfidea hazeli (Coles & Cronin, 1987)
- Kempfidea lienenklausi (Ulrich & Bassler, 1904)
- Kempfidea ohmerti (Hazel, 1983)